# Nutiden (ugeblad)
 For alternative betydninger, se Nutiden. (Se også artikler, som begynder med Nutiden)
Nutiden i Billeder og Text var et dansk ugeblad, der udkom fra 1876 til 1890.
Næsten hele perioden, 1877-1890, var Vilhelm Møller redaktør, dog indtil 1884 sammen med Richard Kaufmann.
| Anime eller manga | Spire Denne artikel om medie og kommunikation er en spire som bør udbygges. Du er velkommen til at hjælpe Wikipedia ved at udvide den. |